# Monopoli
|  | Aquest article tracta sobre el terme econòmic. Per a la ciutat italiana, vegeu «Monopoli (ciutat italiana)». Per al joc de taula, vegeu «Monopoly». |

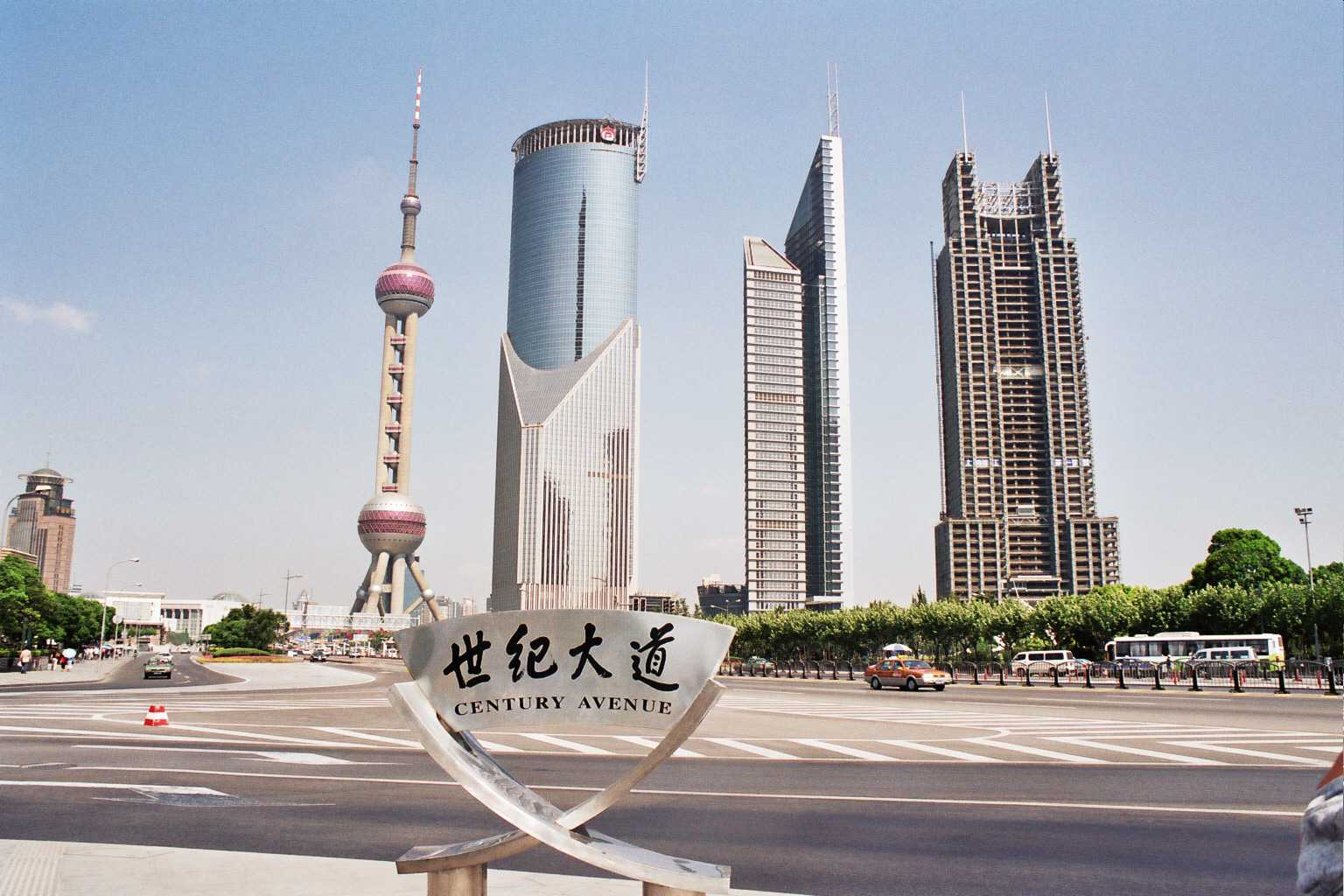
En un mercat competitiu, els consumidors i els productors són preu-acceptants, ja que el preu ve fixat tan sols per l'oferta i la demanda. En canvi, en un monopoli, el monopolista pot fixar el preu fent ús del seu poder de mercat.

Un monopoli (del grec μόνος monos un, i πωλεῖν pōlein vendre) és una situació de privilegi legal o fallada de mercat en la qual, per a una indústria que té un producte, un bé, un recurs o un servei determinat i diferenciat, hi ha un productor (monopolista) oferent que té un gran poder de mercat i és l'únic de la indústria que el posseeix. Mentre que en el mercat competitiu els consumidors i els productors són preu-acceptants –ja que el preu ve fixat únicament per l'oferta i la demanda–, en el monopoli l'oferent monopolista pot fixar el preu utilitzant el seu poder de mercat.
Cal tenir en compte que en aquest mercat no existeixen productes substitutius, és a dir, no existeix cap altre bé pel qual es pugui reemplaçar sense cap inconvenient i, per tant, aquest producte és l'única alternativa que té el consumidor per comprar. S'acostuma a definir també com a "mercat en què només hi ha un venedor", però aquesta definició es correspondria més amb el concepte de monopoli pur.
El monopolista controla la quantitat de producció i el preu. Però això no significa que pugui cobrar el que vulgui si vol maximitzar els beneficis. Per això el monopolista ha d'esbrinar els seus costos i les característiques de la demanda del mercat (elasticitat, preferències, etc.) Amb aquesta informació decideix quina és la quantitat que ha de produir i vendre, i el seu preu.
Des d'un punt de vista econòmic, es pot afirmar que el cost marginal del monopolista - increment del cost per unitat fabricada - representa l'oferta total del mercat i l'ingrés mitjà del monopolista - preu per unitat venuda -no és més que la corba de demanda del mercat. Per escollir el nivell de producció maximitzador del benefici, el monopolista ha de conèixer les seves corbes d'ingrés marginal (variació que experimenta l'ingrés quan l'oferta varia en una unitat) i de cost mitjà.

## Poder de mercat del monopolista
S'anomena poder de mercat a la capacitat d'un venedor o d'un comprador d'influir en el preu d'un bé. En el cas que el poder de mercat recaigui sobre un únic comprador es parla d'una estructura de monopsoni, és a dir, que el consumidor té un control especial sobre el preu dels productes, però si recau sobre un únic venedor, es parla d'una estructura de monopoli i serà el productor qui tingui aquest control.
El poder de mercat del monopolista està totalment condicionat per l'efecte de l'elasticitat (E  PD ), que estableix la relació de les variacions de la quantitat demandada (Q  D ) motivades per variacions en el preu del producte (P). Per poder maximitzar el seu benefici, el monopolista buscarà incrementar els preus, però això suposarà inevitablement una reducció de la quantitat demandada, que serà major o menor en funció de l'elasticitat-preu d'aquest producte en aquest mercat. L'oferta desitjada pel monopolista serà aquella que maximitzi el seu benefici, equilibrant els dos efectes.
| | |
| 1. EPD = Elasticitat preu de la demanda del mercat. 2. IM = Ingrés marginal. 3. IT = Ingrés total. 4. P = Preu. 5. Q = Nivell de producció. 6. m = monopolista. 7. CM = Cost marginal. | {\displaystyle E_{PD}=-{\frac {\frac {\Delta Q}{Q}}{\frac {\Delta P}{P}}}=-{\frac {P\Delta Q}{Q\Delta P}};} |

| |  |
| {\displaystyle IM(Q_{m})={\frac {\Delta IT(Q_{m})}{\Delta Q}}={\frac {\Delta [P_{m}(Q_{m})Q_{m}]}{\Delta Q}}={\frac {\Delta P(Q)Q_{m}+P_{m}(Q_{m})\Delta Q}{\Delta Q}}={\frac {\Delta P(Q)Q_{m}}{\Delta Q}}+P_{m}(Q)=} {\displaystyle ={\frac {P_{m}(Q_{m})\Delta P(Q)Q_{m}}{P(Q)\Delta Q}}+P_{m}(Q_{m})=P_{m}(Q_{m}){\frac {1}{E_{PD}}}+P_{m}(Q_{m})=P_{m}(Q_{m})[1+{\frac {1}{E_{PD}}}]=IM(Q_{m})} |  |

| En el punt de màxim benefici pel monopolista es compleix que {\displaystyle CM(Q_{m})=IM(Q_{m})} per la qual cosa:                |
| {\displaystyle P_{m}(Q_{m})[1-{\frac {1}{E_{PD}}}]=IM(Q_{m})=CM(Q_{m});\Rightarrow P_{m}(Q_{m})={\frac {CM(Q_{m})}{1+1/E_{PD}}};} |
| {\displaystyle {\frac {P_{m}-CM(Q_{m})}{P_{m}}}={\frac {-1}{E_{PD}}}}                                                             |

En conclusió s'obté que la diferència entre el preu competitiu i el preu monopolista és inversament proporcional a l'elasticitat de la demanda. Si és molt elàstica (un elevat nombre negatiu) el preu serà molt proper al cost marginal, per la qual cosa el monopoli estarà més proper al mercat competitiu. Això no vol dir que qui tingui més poder de mercat tindrà més beneficis, ja que influeixen altres elements com el volum de venda, els costos fixos, etc.
Així, l'existència d'una demanda de mercat no infinitament elàstica com a la qual s'enfronta l'empresa perfectament competitiva, dona la possibilitat de poder col·locar el preu per sobre del preu competitiu. Aquest és el veritable poder del monopoli d'una empresa.

### Índex de Lerner
En termes qualitatius, per mesurar aquest poder de monopoli s'utilitza l'índex de Lerner
| Índex de Lerner del poder de monopoli                                    |  |  |  | |
| *{\displaystyle L={\frac {P_{m}-CM(Q_{c})}{P_{m}}}={\frac {-1}{E_{PD}}}} |  |  |  | On: - EPD = Elasticitat preu de la demanda de l'empresa. - Pm = Preu monopolista. - Qc = Nivell de producció competitiu. - CM = Cost marginal. |

En una empresa completament competitiva el preu òptim competitiu és igual al cost marginal de l'esmentada empresa en aquell nivell de producció per la qual cosa L = 0 (índex de Lerner). Com més gran sigui L major és el poder de monopoli.

### Fonts de poder de mercat del monopolista

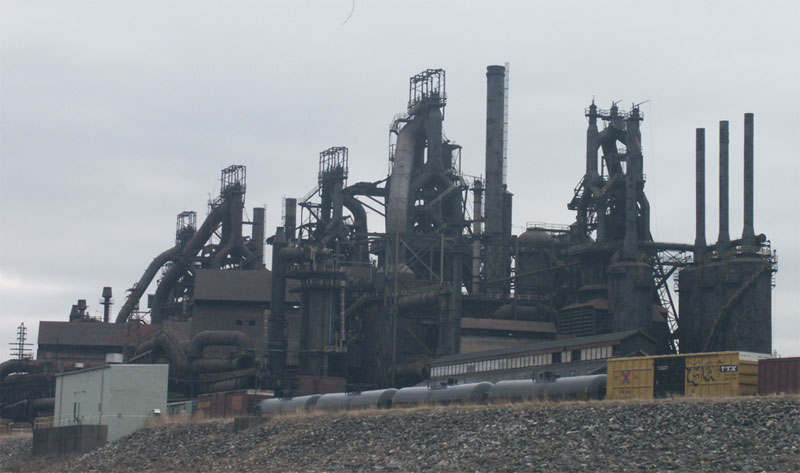
El monopoli natural sol ser característic de les indústries que requereixen una gran inversió per entrar en el mercat. Els costos fixos fan de barrera d'entrada.

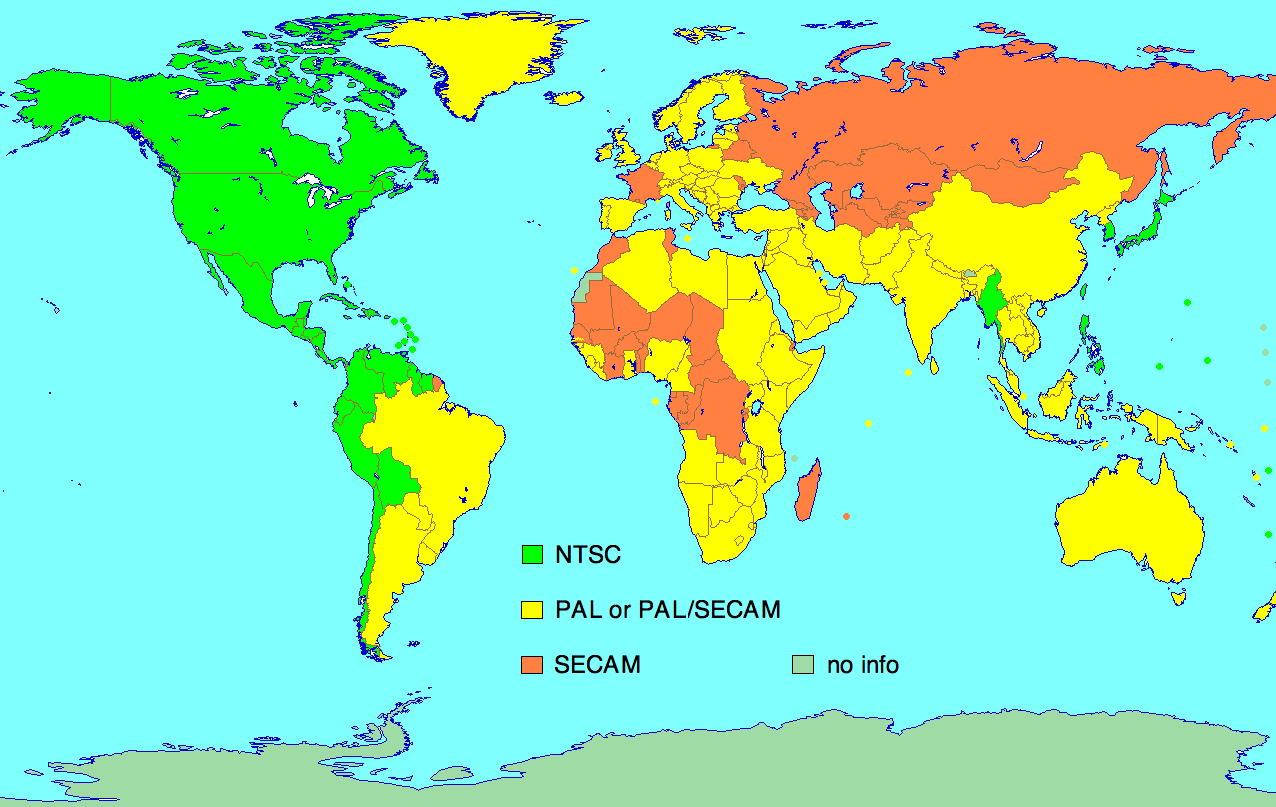
NTSC
PAL, o canviant a PAL
SECAM
Sense informació

### Càrtel

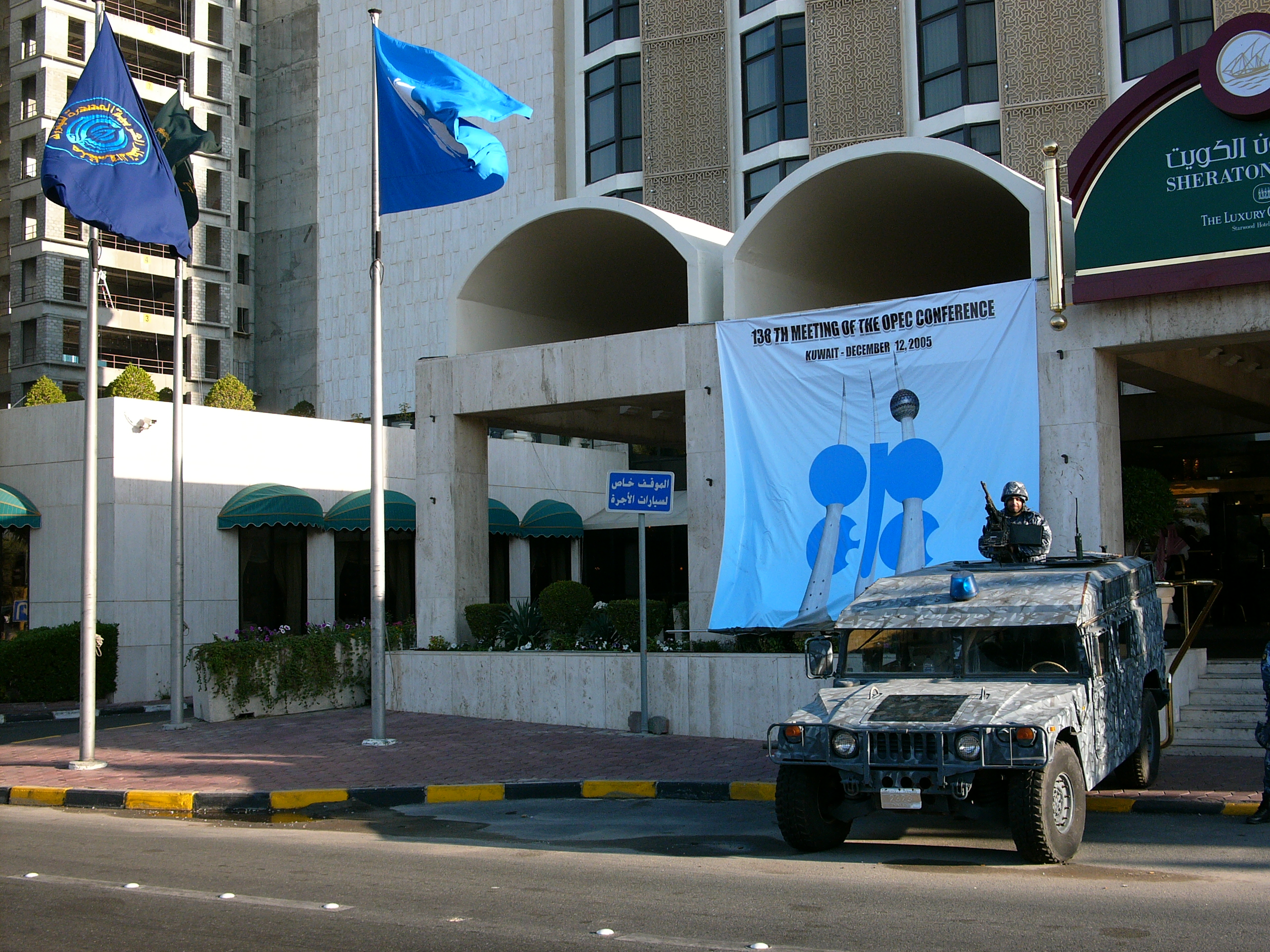
Reunió de l'OPEP a Kuwait.

### Prohibicions

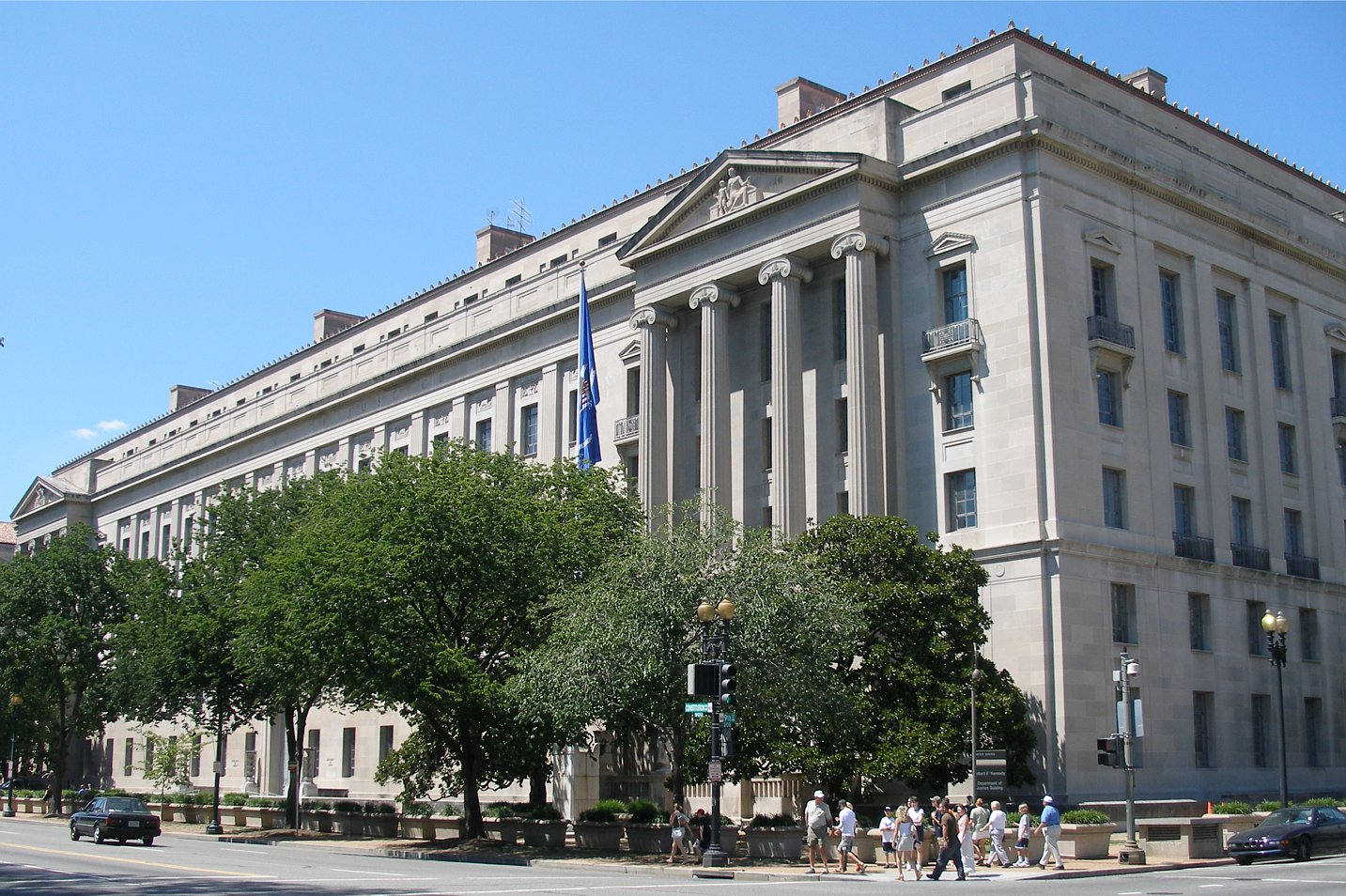
Els organismes més importants a l'hora d'executar aquest tipus de regulacions són el Departament de Justícia (a la foto) i la Federal Trade Comission als Estats Units, i la Comissió Europea, el Tribunal de Justícia de la Unió Europea i els ministeris de justícia a Europa.